# Mendelpass
Der Mendelpass (italienisch Passo (della) Mendola), auch einfach die Mendel genannt, ist ein Gebirgspass in der Nonsberggruppe südwestlich von Bozen zwischen Südtirol und dem Trentino in Italien. Der Pass verbindet auf 1363 m s.l.m. das Überetsch mit dem Nonstal und ist der tiefste Einschnitt des zum Etschtal parallel verlaufenden Mendelkamms zwischen dem 1737 m s.l.m. hohen Penegal im Norden und dem Roen mit 2116 m s.l.m. im Süden.
Der Mendelpass ist seit alters her die Sprachgrenze zwischen dem deutschsprachigen und dem italienischsprachigen Tirol. Heute grenzen hier die autonomen Provinzen Trient und Bozen bzw. die Gemeinden Ruffrè-Mendola, Cavareno und Kaltern aneinander. Für den Verkehr erschlossen ist der Pass durch die von Kaltern heraufführende Mendelbahn und die ganzjährig befahrbare Passstraße, die Teil der Strada Statale 42 del Tonale e della Mendola (SS 42) ist.

## Etymologie
Der Name Mendel wurde nach Carlo Battisti erstmals 1410 urkundlich erwähnt. In einer Beschreibung des mittleren Alpenraums des Geographen Ladislaus Sunthaym aus der Zeit um 1500 ist ausdrücklich die Rede von den strassen, di auf Nanss [= Nonsberg] gent, darunter die vierd uber den perg genannt Mánndel von Potzen, die fert man mit wagen. Nach Du Cange leitet sich das Toponym aus dem mittellateinischen almenda ab. Lexer sieht den Ursprung im mittelhochdeutschen alme(i)nde, aus dem der Begriff Almende entstand. In beiden Fällen bezieht sich der Name auf eine gemeine Feldmark.

## Geschichte

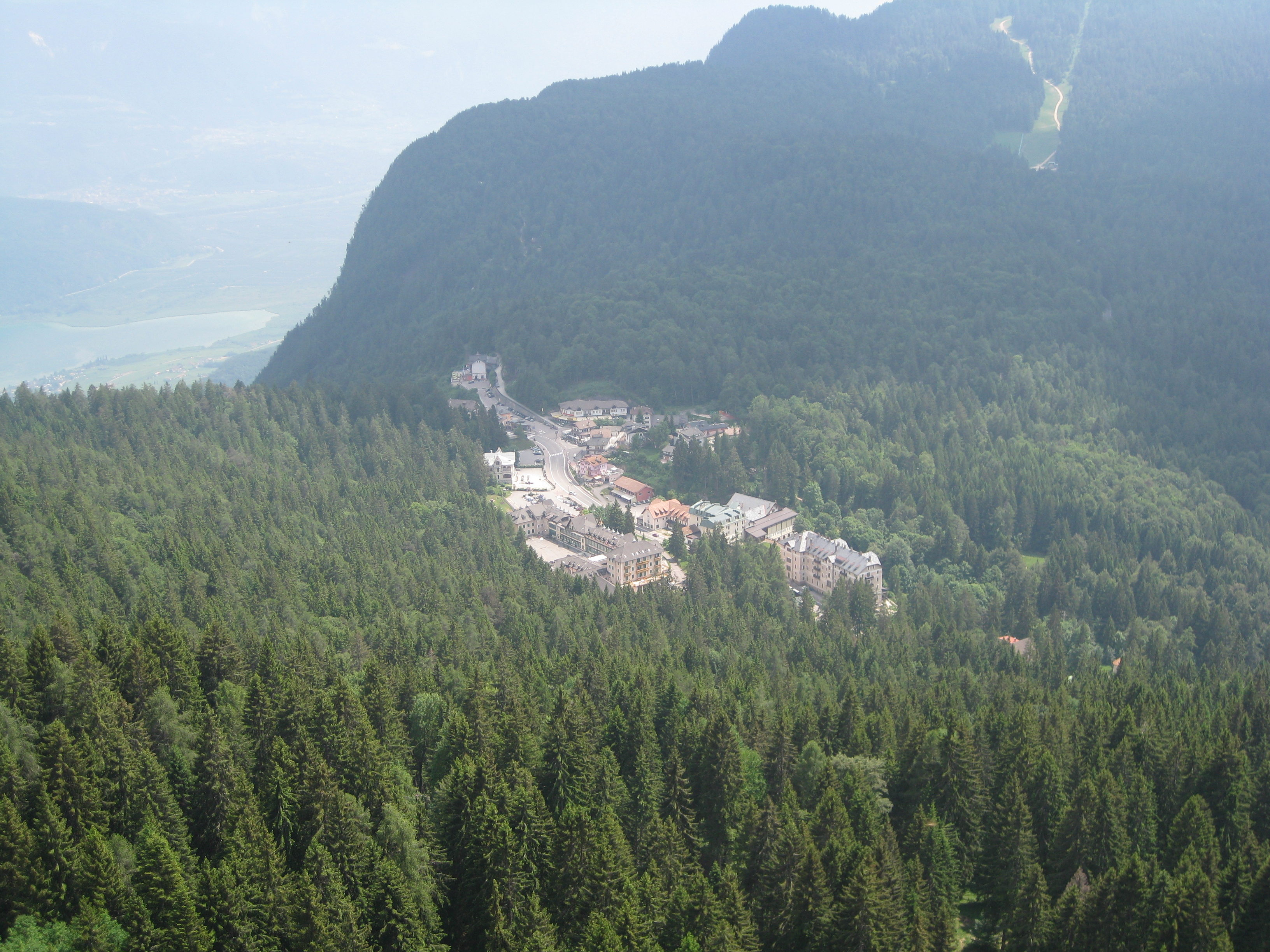
Die Mendel mit dem Passdorf von Nordwesten gesehen

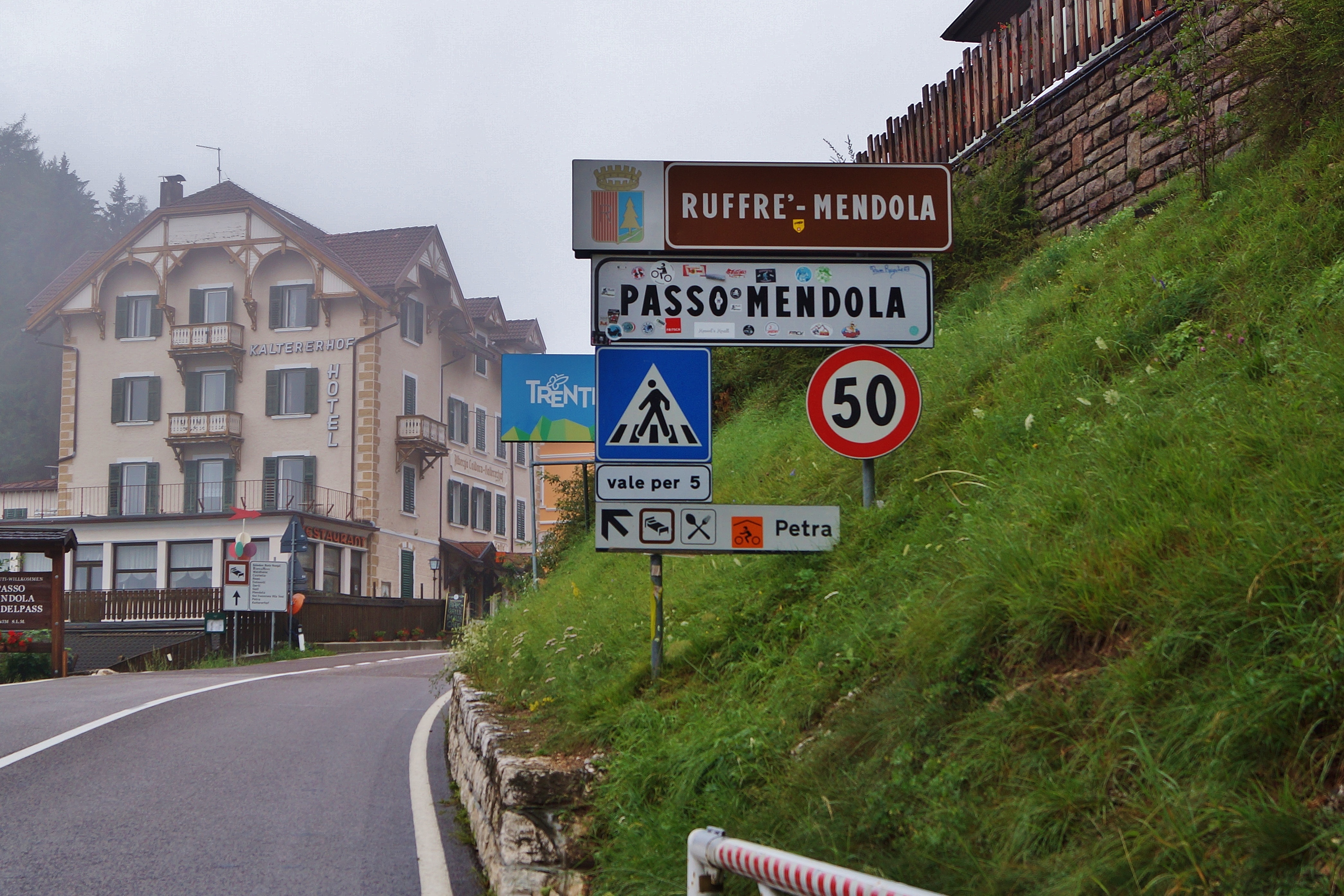
Schild an der Passhöhe

Der Mendelpass gehört zu den schon seit alters her begangenen Pässen. An der Westrampe, etwa 14 km südwestlich von Bozen, zweigt eine kleine Straße zu einer Steinlawinenlandschaft ab, die Tuiflslammer (Teufelskar) oder auch Attilas Grab genannt wird. Ausgrabungen in dieser wüsten Steinlandschaft belegten eine Besiedlung ab der Steinzeit bis hinein in die späte Eisenzeit. Oft unweit voneinander entfernt liegend, fand man steinzeitliche Beile wie auch eisenzeitliche Äxte. An mehreren Stellen traf man auf Grundmauern von Häusern, deren Böden gepflastert waren. Zahlreiche Schmelz- und Schlackenreste lassen den Schluss zu, dass der Ort ein frühes Metallurgiezentrum war.
Auch zur Römerzeit führte ein Saumpfad über die Mendel, dieser diente neben lokalen Interessen vor allem dem Militär. Seit dieser Zeit behielt der Mendelpass seine strategische Bedeutung, bis hinein ins 20. Jahrhundert. Aus dem frühen Mittelalter ist bekannt, dass fränkische Scharen aus dem Nonsberg nach Eppan vordrangen, dabei nahmen sie sehr wahrscheinlich den alten Weg über die Mendel.
Nachdem bereits 1856 die Tonalestraße für das Militär fertiggestellt worden war, wünschte sich das Militär ebenso eine Straße über den Mendelpass, da ohne diese auch die Tonalestraße kaum einen Wert besaß. Es sollte aber noch mehr als zwei Jahrzehnte dauern, bis 1879 mit dem Bau einer modernen Straße Sigmundskron-Mendel-Fondo begonnen wurde. Bis 1887 war ein durchgehendes, gut 98 km langes Stück Reichsstraße Bozen-Gries-Mendel-Tonale fertiggestellt, das die Gegend bald schon zu einem beliebten Urlaubsgebiet für die „oberen Zehntausend“ machte. Zum touristischen Ruhm des Mendelpasses trug Kaiserin Elisabeth von Österreich bei, die sich 1889 und 1894 für einige Tage hier aufhielt. Mit dem Bau mehrerer Luxushotels, wie dem Mendelhof oder dem 1896 errichteten Grandhotel Penegal, entstand ein prestigeträchtiges Hoteldorf, das vor allem die gut situierte Klientel aus dem Habsburger- und dem Wilhelminischen Reich anzog. Zwischen dem Ende des 19. und dem Beginn des 20. Jahrhunderts wurden zudem einige Luxusvillen in der näheren Umgebung errichtet.
Die Reichsstraße musste kaum ein Jahrzehnt nach ihrer Fertigstellung, im Jahr 1900, ausgebaut werden. Der Wintertourismus hatte so stark zugenommen, dass die kaum zehn Jahre alte Mendelstraße dem nicht mehr gewachsen war. Nun erst wies die Straße einen Standard auf, der auch das Befahren mit einem Autobus erlaubte. So wurde, nachdem am 8. Mai 1901 eine Probefahrt zwischen St. Michael und der Mendel gelungen war, ein Busverkehr fest eingerichtet. 1903 ging zudem auch die Mendelbahn – die von St. Anton heraufführte – in Betrieb.

## Passstraße

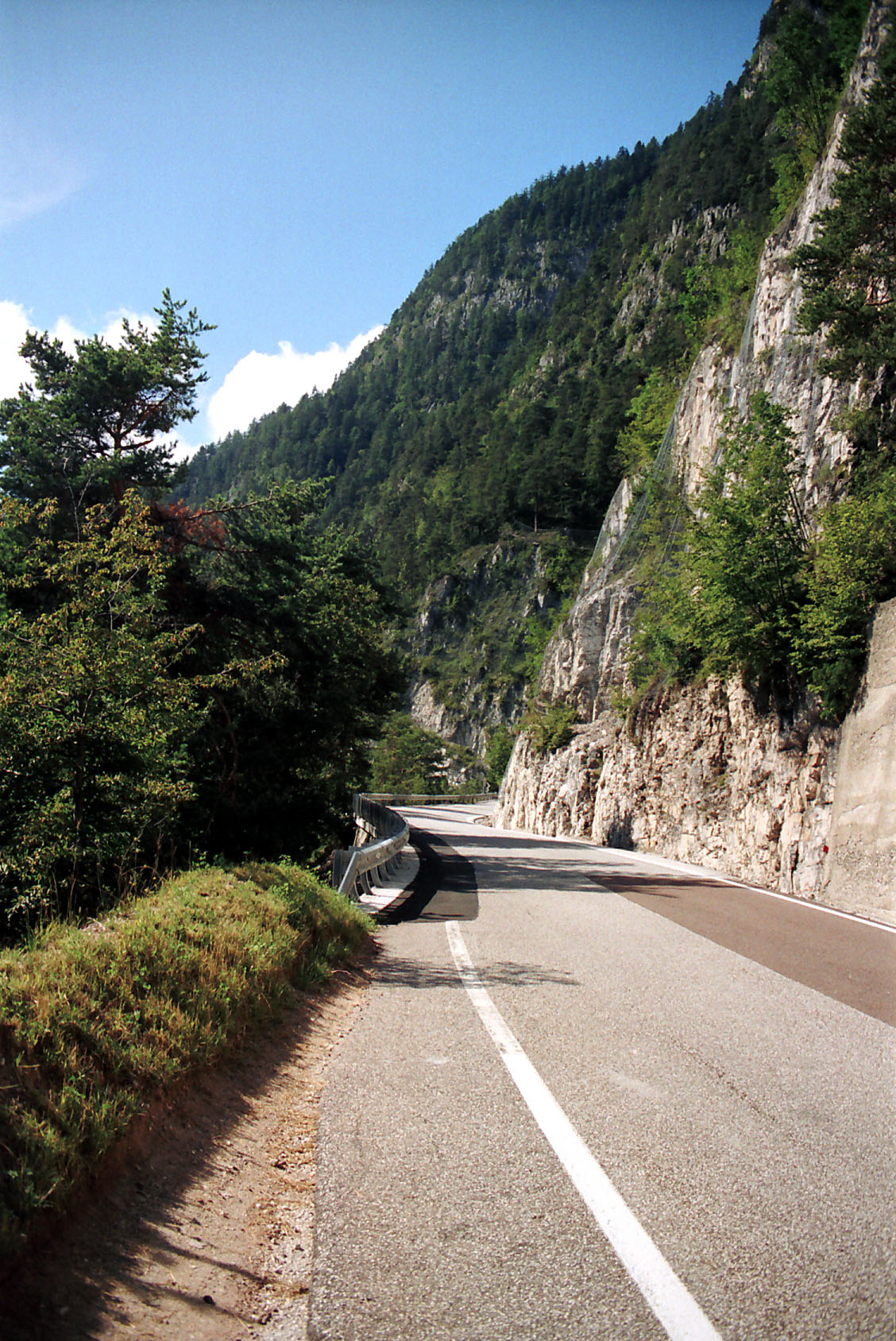
Ostrampe der Passstraße

Die heutige Trasse, die Teil der Strada Statale 42 del Tonale e della Mendola (SS 42) ist, geht auf die 1880er Jahre zurück und wurde seither vielfach ausgebaut. Die im Osten äußerst steile Gebirgsflanke des Mendelkamms führte beim Bau und Erhalt der Strecke zu vielen Komplikationen. Einige Abschnitte müssen aufwändig gesichert und in regelmäßigen Abständen wegen Steinschlags gesperrt werden. Auf der Passstraße gibt es keine Wintersperre, allerdings besteht ein Verbot für Wohnanhänger.
Auf der Ostseite führt die Passstraße nach der Kreuzung mit der SP 14, der Südtiroler Weinstraße bei Eppan, mit einer durchschnittlichen Steigung von 6,4 % (maximal 12 %) auf einer Strecke von 15 km zur Passhöhe. Ab oberhalb von Kaltern (Kalterer Höhe) sind 15 nummerierte Kehren zu durchfahren. Die Passstraße führt dabei über weite Strecken unter den Steilhängen des Penegal entlang. An einigen Aussichtspunkten hat man einen guten Blick über das Überetsch bis in den Talboden des Etschtals. Wegen der Steilheit des Osthanges sind für 9,5 km Luftlinie zwischen Eppan und Fondo etwa 26 km Straße zurückzulegen. Aufgrund seiner ganzjährigen Befahrbarkeit ist der Anstieg bei Rennradfahrern sehr beliebt.
Im Westen hat die SS 42 nicht den Charakter einer Passstraße, denn sie führt ohne Kehren von Fondo aus mit durchschnittlich 4,5 % (maximal 12 %) Steigung über Ronzone und an Ruffrè vorbei zur Passhöhe. Dabei wird eine Strecke von 11 km überwunden. Knapp unterhalb der Passhöhe zweigt eine Stichstraße zum 1737 m s.l.m. hohen Penegal ab. Die Straße überwindet auf 3,9 km weitere 358 m Höhenunterschied.

## Mendelbahn

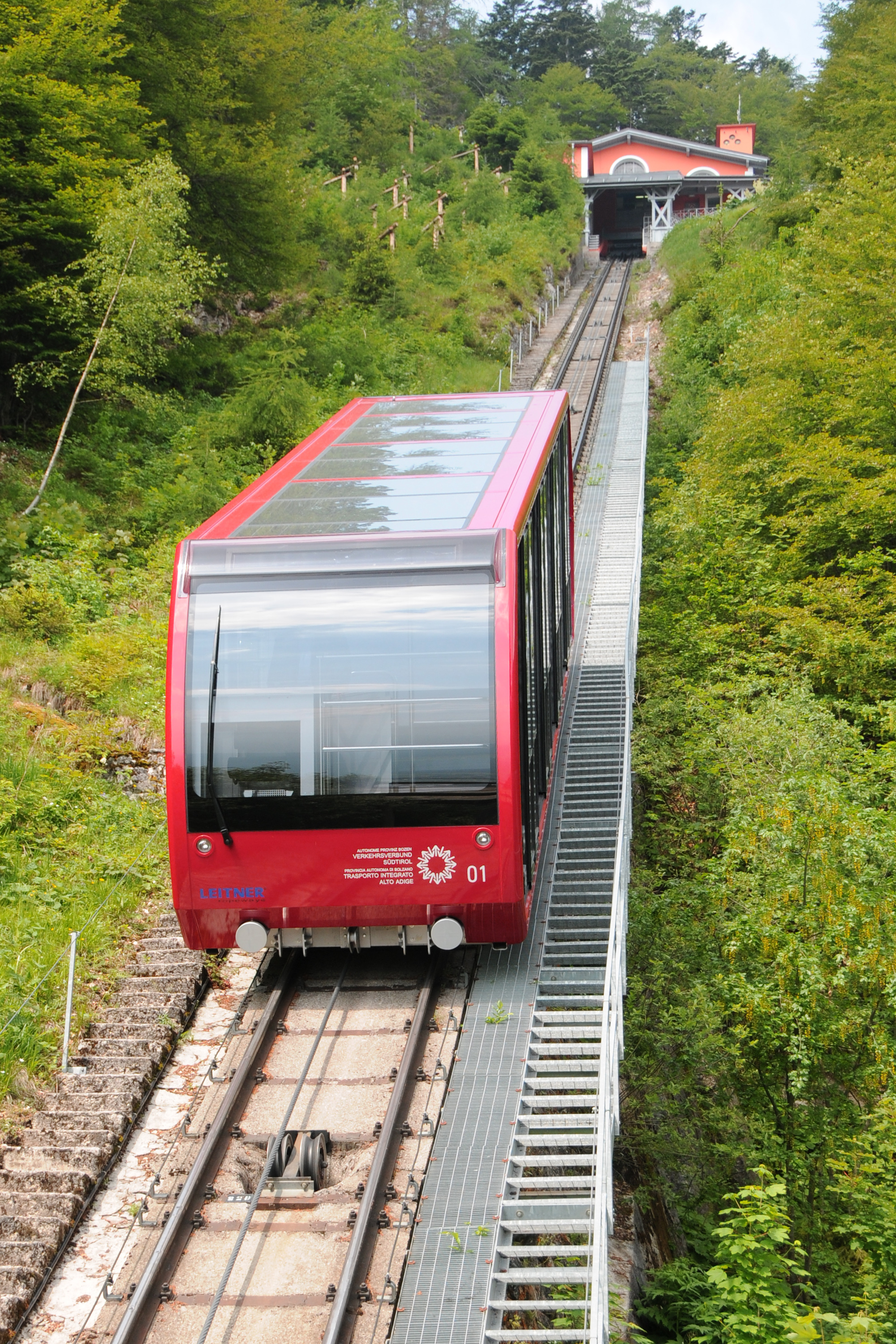
Die Mendelbahn nahe der Bergstation

Bei der Mendelbahn handelt es sich um eine 1903 erbaute Standseilbahn, die das westlich unter dem Pass gelegene St. Anton in der Gemeinde Kaltern mit der Passhöhe verbindet. Die Mendelbahn überwindet auf ihrer 2.370 Meter langen Strecke einen Höhenunterschied von 854 Metern und ist Teil des öffentlichen Nahverkehrssystems. Die jüngsten Erneuerungsmaßnahmen gehen auf das Jahr 2009 zurück.